# Vesseaux
Vesseaux est une commune française, située dans le département de l'Ardèche en région Auvergne-Rhône-Alpes.
Ses habitants sont appelés les Vesseaudencs et les Vesseaudenches.

## Géographie

### Situation et description
La commune de Vesseaux étend ses 1 800 hectares au pied du col de l'Escrinet entre Aubenas au sud et Privas au nord.
L'essentiel de la commune est constitué par le bassin de Liopoux, affluent de Luol qui la borde à l'est, lui-même affluent de l'Ardèche, dans une zone de contact entre le plateau du Coiron, massif volcanique et les premiers contreforts de la Cévenne ardéchoise. Zone de contact également entre le Bas-Vivarais calcaire au sud et les Boutières au nord.

### Géologie et relief
La majeure partie de la commune se situe entre 300 et 500 mètres d'altitude avec, dans la partie centrale, un terrain acide du Bajocien particulièrement favorable au châtaignier qui fit la renommée de la commune avec la variété Bouche rouge propice à la confiserie.

### Climat
Pour des articles plus généraux, voir Climat d'Auvergne-Rhône-Alpes et Climat de l'Ardèche.
En 2010, le climat de la commune est de type climat méditerranéen altéré, selon une étude du CNRS s'appuyant sur une série de données couvrant la période 1971-2000. En 2020, Météo-France publie une typologie des climats de la France métropolitaine dans laquelle la commune est exposée à un climat de montagne ou de marges de montagne et est dans la région climatique  Provence, Languedoc-Roussillon, caractérisée par une pluviométrie faible en été, un très bon ensoleillement (2 600 h/an), un été chaud (21,5 °C), un air très sec en été, sec en toutes saisons, des vents forts (fréquence de 40 à 50 % de vents > 5 m/s) et peu de brouillards. 
Pour la période 1971-2000, la température annuelle moyenne est de 12,4 °C, avec une amplitude thermique annuelle de 17,4 °C. Le cumul annuel moyen de précipitations est de 1 168 mm, avec 7,3 jours de précipitations en janvier et 4,6 jours en juillet. Pour la période 1991-2020, la température moyenne annuelle observée sur la station météorologique de Météo-France la plus proche, « Aubenas Sa », sur la commune d'Aubenas à 5 km à vol d'oiseau, est de 13,8 °C et le cumul annuel moyen de précipitations est de 1 061,4 mm,. Pour l'avenir, les paramètres climatiques de la commune estimés pour 2050 selon différents scénarios d'émission de gaz à effet de serre sont consultables sur un site dédié publié par Météo-France en novembre 2022.

### Hydrographie
La commune est traversée dans sa totalité par le Liopoux, longée par Boulogne et le Luol à l'ouest, et de façon plus anecdotique par le ruisseau de Louyre à l'est et au sud-est,,,.

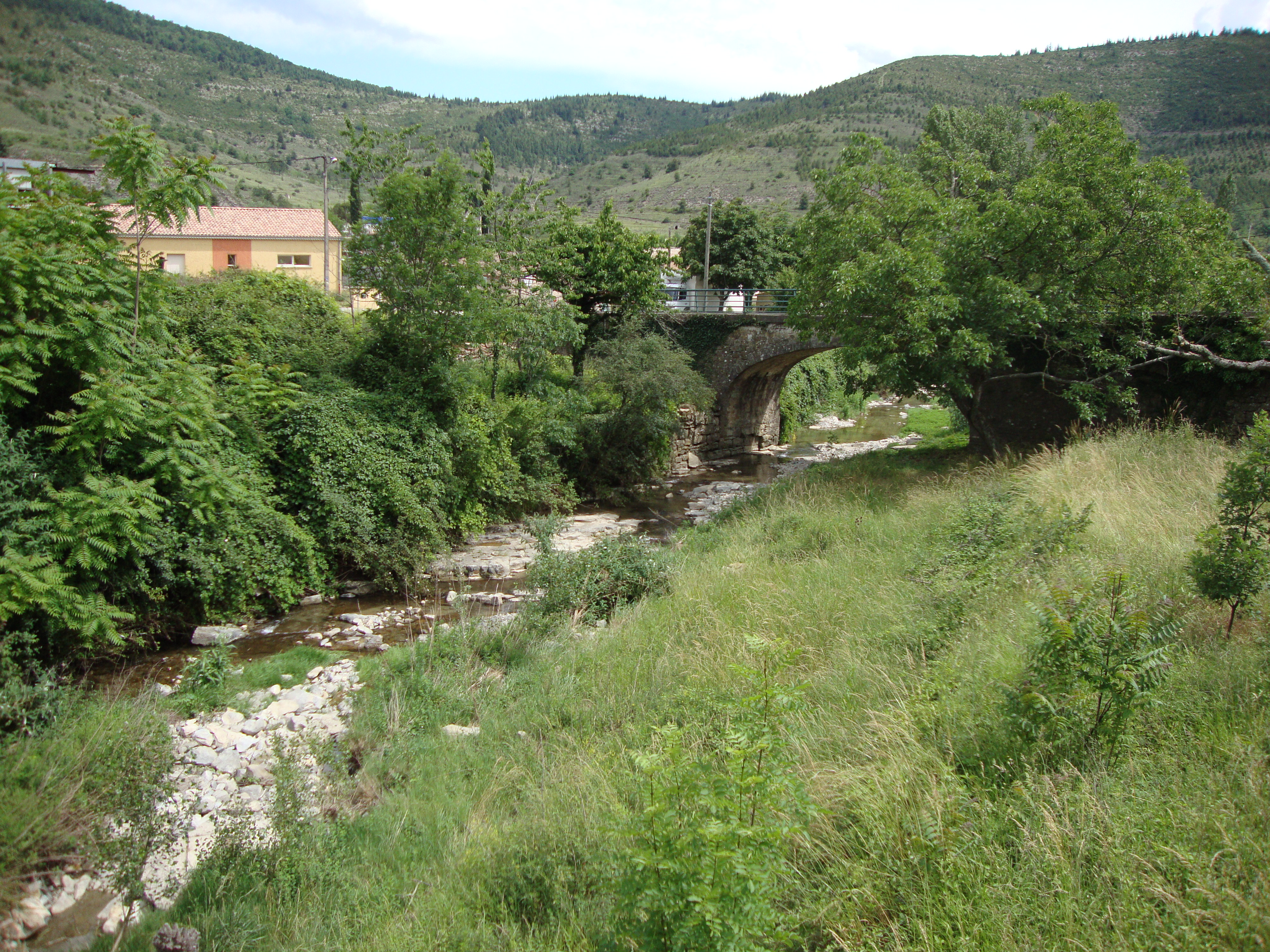
Le Liopoux à Vesseaux.

### Voies de communication
Le territoire communal est traversé par la route départementale n° 104 (RD 104), ancienne route nationale (RN 104) jusqu'à son déclassement en 1972.

## Urbanisme

### Typologie
Au 1er janvier 2024, Vesseaux est catégorisée bourg rural, selon la nouvelle grille communale de densité à 7 niveaux définie par l'Insee en 2022.
Elle est située hors unité urbaine. Par ailleurs la commune fait partie de l'aire d'attraction d'Aubenas, dont elle est une commune de la couronne,. Cette aire, qui regroupe 68 communes, est catégorisée dans les aires de 50 000 à moins de 200 000 habitants,.

### Occupation des sols
L'occupation des sols de la commune, telle qu'elle ressort de la base de données européenne d’occupation biophysique des sols Corine Land Cover (CLC), est marquée par l'importance des forêts et milieux semi-naturels (71,5 % en 2018), en diminution par rapport à 1990 (74,8 %). La répartition détaillée en 2018 est la suivante : 
forêts (45,4 %), milieux à végétation arbustive et/ou herbacée (26,1 %), zones agricoles hétérogènes (15 %), zones urbanisées (7,1 %), cultures permanentes (5,4 %), prairies (1,1 %).
L'évolution de l’occupation des sols de la commune et de ses infrastructures peut être observée sur les différentes représentations cartographiques du territoire : la carte de Cassini (XVIIIe siècle), la carte d'état-major (1820-1866) et les cartes ou photos aériennes de l'IGN pour la période actuelle (1950 à aujourd'hui).

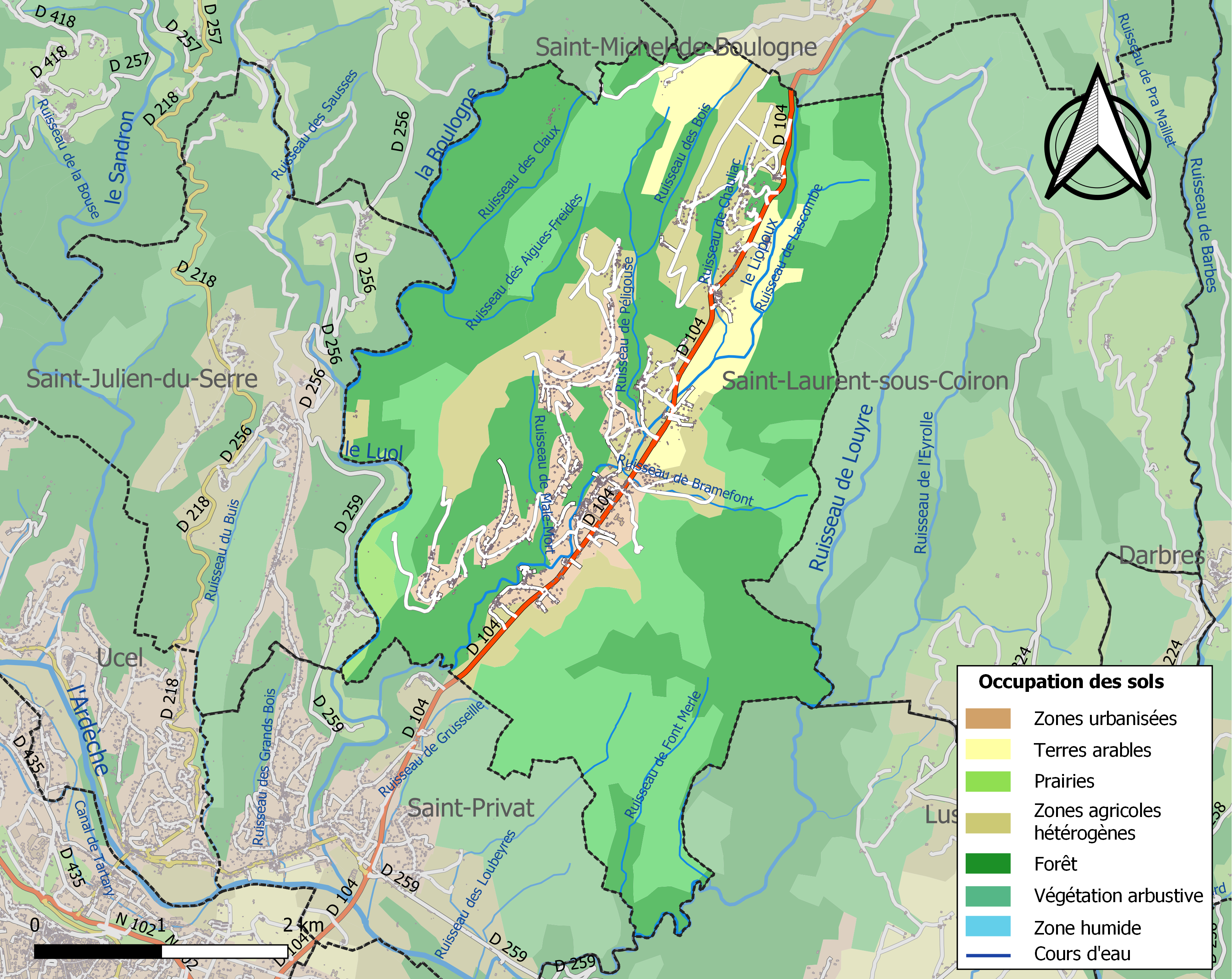
Carte des infrastructures et de l'occupation des sols de la commune en 2018 (CLC).

## Toponymie
Veçau en occitan.[réf. nécessaire]

## Histoire
L'histoire de Vesseaux commence dès la Préhistoire. On peut retrouver les traces des premiers habitants représentées par le dolmen de la Croix de l'Houme, le menhir redressé de l'Épine et des traces d'habitat dans des grottes comme celle de Biberambou sur le plateau calcaire entre Vesseaux et Lussas. La période carolingienne laisse des traces toponymiques, ce terroir devenant une vicairie attestée vallis vessialica ou vicaria vecialensi dans le cartulaire de Saint-Chaffre du Monastier. Vessauge deviendra Vesseaux. Après avoir été au centre d'une vicairie carolingienne, elle dépendra de la baronnie de Boulogne pendant la période féodale jusqu'à la période révolutionnaire où il sera chef-lieu d'un canton pour seulement une dizaine d'années avant de devenir commune ordinaire, aujourd'hui intégrée dans la communauté de communes du Bassin d'Aubenas.
En 1137, l'évêque-comte de Viviers, donne le territoire de Vesseaux à l'abbaye de la Chaise-Dieu qui fonde un prieuré avec sept moines. Le prieur devient seigneur de Vesseaux avec droit de basse, moyenne et haute justice. Il s'agit pour l'évêque de contenir les ambitions territoriales du puissant comte de Valentinois qui possède le château voisin de Boulogne. Des bâtiments conventuels et leurs dépendances sécurisées sont établis et une église construite ou remaniée dans le style roman du XIIe siècle. Cette église sous le vocable de Saint-Pierre sera plusieurs fois reconstruite en partie, modifiée ou agrandie. Le portail, classé monument historique, est dans le style des grands portails du Velay et d'Auvergne. Le village-centre, Le Fort, verra de nouvelles murailles construites pendant la guerre de Cent Ans et subira des périodes troublées pendant les guerres de Religion. Il sera pris puis repris par les belligérants protestants puis catholiques, en particulier en 1587. Lorsque les biens du prieuré sont vendus comme biens nationaux en 1792, il n'y avait plus de moines ni de prieur depuis longtemps, probablement depuis les troubles des guerres de Religion. Sur l'emplacement du prieuré, un couvent de religieuses de Saint-Joseph est édifié à partir de 1816, donations offertes par Dame Chaussadent en 1829. Lorsque la maison-mère du  couvent quitte Vesseaux pour Aubenas en 1875, le couvent abrite 300 personnes à des titres divers.

## Politique et administration

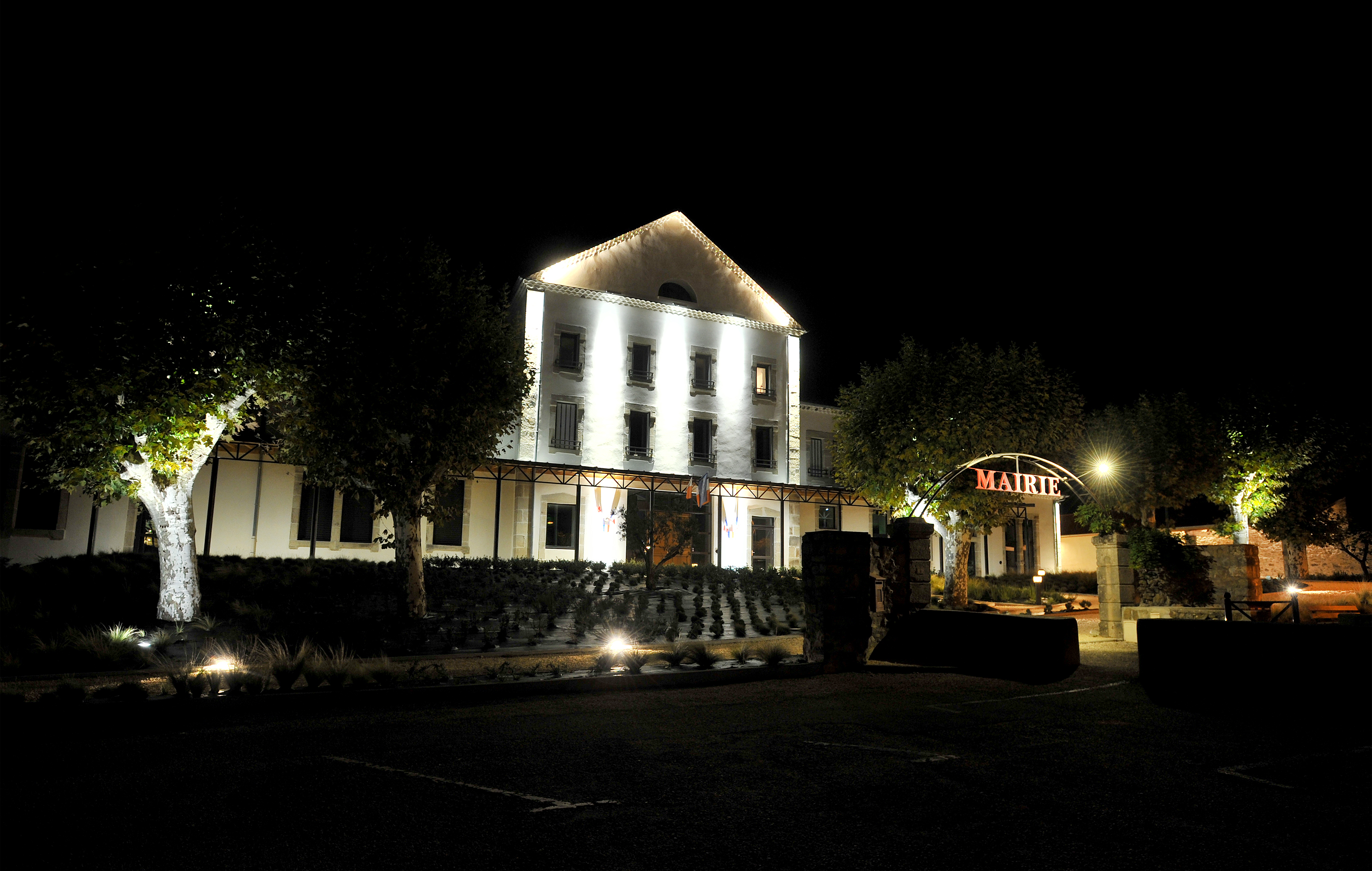
La mairie de Vesseaux de nuit.

### Liste des maires
| Période                                  | Période                     | Identité          | Étiquette    | Qualité                                                                                       |
| ---------------------------------------- | --------------------------- | ----------------- | ------------ | --------------------------------------------------------------------------------------------- |
| Les données manquantes sont à compléter. |                             |                   |              |                                                                                               |
| mai 1929                                 | 1945                        | Fernand Boiron    |              |                                                                                               |
| 1945                                     | 1947                        | Henri Bastidon    | PCF          | Agriculteur, membre du Comité départemental de libération                                     |
| octobre 1947                             | mars 1977                   | Fernand Boiron    |              |                                                                                               |
| mars 1977                                | mars 1983                   | René Chazalmartin |              |                                                                                               |
| mars 1983                                | 22 mars 2008                | Émile Beaume      | RPR puis UMP | Conseiller en immobilier                                                                      |
| 22 mars 2008                             | 29 mars 2014                | Jean Coffin       | PS           | Retraité SNCF                                                                                 |
| 29 mars 2014                             | En cours (au 24 avril 2014) | Max Tourvieilhe   | DVD          | Gérant de société Président de la Communauté de communes Conseiller départemental depuis 2021 |

## Population et société

### Démographie
L'évolution du nombre d'habitants est connue à travers les recensements de la population effectués dans la commune depuis 1793. Pour les communes de moins de 10 000 habitants, une enquête de recensement portant sur toute la population est réalisée tous les cinq ans, les populations de référence des années intermédiaires étant quant à elles estimées par interpolation ou extrapolation. Pour la commune, le premier recensement exhaustif entrant dans le cadre du nouveau dispositif a été réalisé en 2008.

En 2022, la commune comptait 2 048 habitants, en évolution de +8,07 % par rapport à 2016 (Ardèche : +2,48 %, France hors Mayotte : +2,11 %).
| 1793  | 1800  | 1806  | 1821  | 1831  | 1836  | 1841  | 1846  | 1851  |
| ----- | ----- | ----- | ----- | ----- | ----- | ----- | ----- | ----- |
| 1 150 | 1 148 | 1 382 | 1 404 | 1 479 | 1 582 | 1 504 | 1 563 | 1 563 |

| 1856  | 1861  | 1866  | 1872  | 1876  | 1881  | 1886  | 1891  | 1896  |
| ----- | ----- | ----- | ----- | ----- | ----- | ----- | ----- | ----- |
| 1 454 | 1 512 | 1 550 | 1 501 | 1 516 | 1 297 | 1 221 | 1 212 | 1 151 |

| 1901  | 1906  | 1911  | 1921 | 1926 | 1931 | 1936 | 1946 | 1954 |
| ----- | ----- | ----- | ---- | ---- | ---- | ---- | ---- | ---- |
| 1 063 | 1 046 | 1 061 | 881  | 809  | 819  | 818  | 746  | 707  |

| 1962 | 1968 | 1975 | 1982 | 1990  | 1999  | 2006  | 2008  | 2013  |
| ---- | ---- | ---- | ---- | ----- | ----- | ----- | ----- | ----- |
| 745  | 734  | 762  | 839  | 1 065 | 1 276 | 1 510 | 1 577 | 1 797 |

| 2018  | 2022  | - | - | - | - | - | - | - |
| ----- | ----- | - | - | - | - | - | - | - |
| 1 962 | 2 048 | - | - | - | - | - | - | - |

### Enseignement
La commune est rattachée à l'académie de Grenoble.

### Médias
La commune est située dans la zone de distribution de deux organes de la presse écrite :
- L'Hebdo de l'Ardèche

Il s'agit d'un journal hebdomadaire français basé à Valence et diffusé à Privas depuis 1999. Il couvre l'actualité de tout le département de l'Ardèche.
- Le Dauphiné libéré

Il s'agit d'un journal quotidien de la presse écrite française régionale distribué dans la plupart des départements de l'ancienne région Rhône-Alpes, notamment l'Ardèche. La commune est située dans la zone d'édition de Privas.

### Cultes
La communauté catholique et l'église de Vesseaux (propriété de la commune) sont rattachées à la paroisse Saint Benoît d’Aubenas qui est, elle-même rattachée au diocèse de Viviers.

### Sports

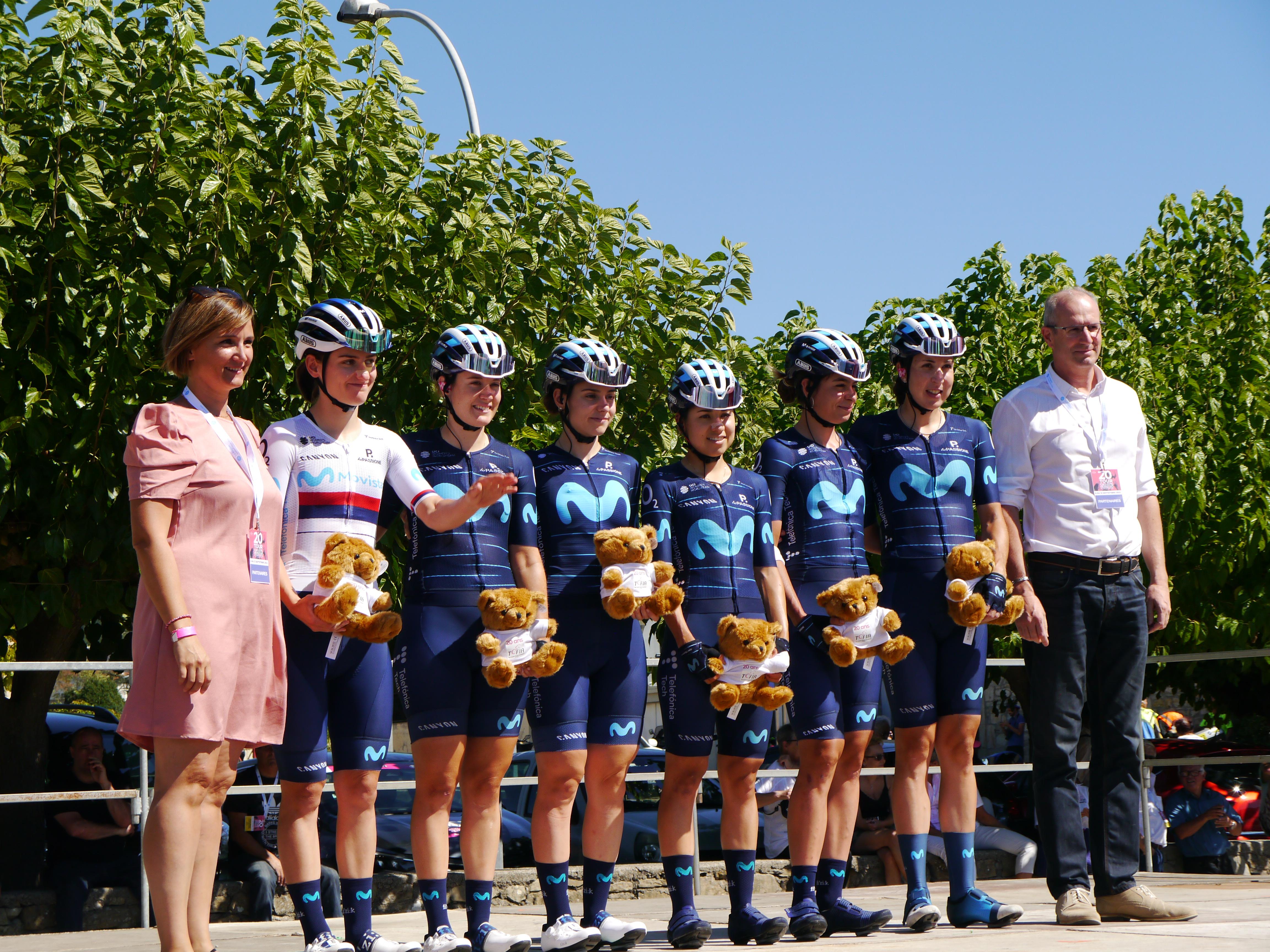
L'équipe féminine Movistar au podium de départ de la septième étape du TCFIA 2022, avec les élus locaux.

Le village fut traversé par la 19e étape du Tour de France 2009 le 24 juillet, remportée par Mark Cavendish.

Le village a accueilli le départ de la septième étape du Tour cycliste féminin international de l'Ardèche 2022, le 12 septembre.

## Culture locale et patrimoine

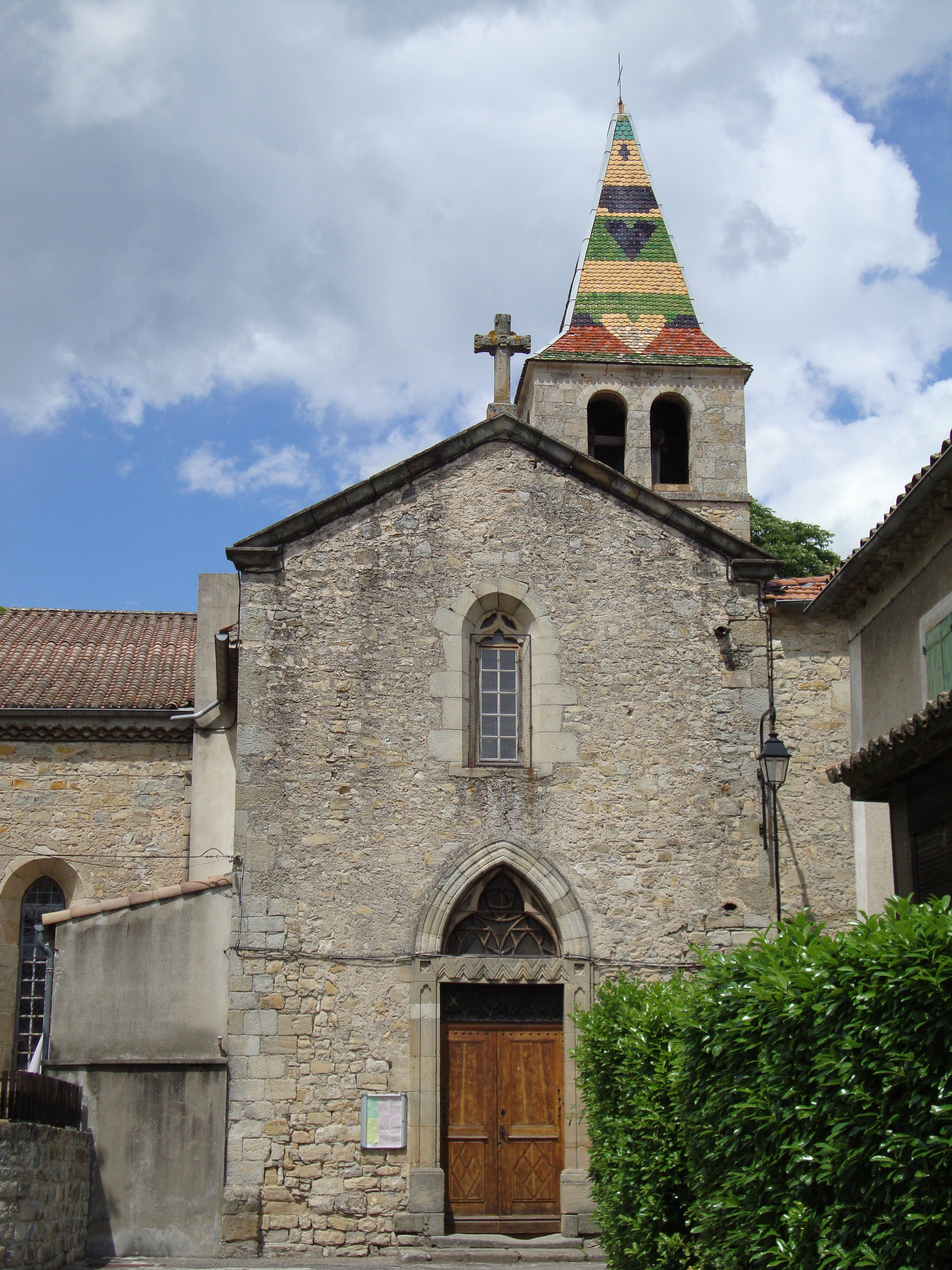
L'église.

### Patrimoine religieux
- Église comprenant un porche classé du XIIe siècle.
- Église Saint-Pierre-aux-Liens de Vesseaux.

### Lieux et monuments
- Village fortifié fin XIVe.

### Personnalités liées à la commune
- Jean-Baptiste Vacher, magistrat et député du tiers état de 1791 à 1792, est né à Vesseaux en 1750.
- La famille maternelle de Georges Charensol (qui vécut pratiquement tout le XXe siècle) était originaire de Vesseaux et le jeune Georges dont les parents vivaient à Privas passa de nombreuses vacances chez ses oncles et tantes en compagnie de ses cousins et cousines avant et pendant la Première Guerre mondiale. Il sera très connu comme critique cinématographique et littéraire, animera l'émission Le masque et la plume et sera un des cofondateurs du prix Renaudot.
- Max Ernst fit quelques séjours dans la maison familiale de ses beaux-parents Aurenche jusqu'à son divorce d'avec Marie Berthe qui deviendra la compagne de Soutine jusqu'au décès de celui-ci.
- Clotilde de Surville vécut à Vesseaux au XVe siècle. Son œuvre poétique tient plus de la légende que de l'histoire. Cette œuvre fut en réalité en grande partie celle d'un lointain descendant, le Marquis de Surville, fusillé en 1797 au Puy-en-Velay pour avoir conspiré contre la République.

### Héraldique
|  | Vesseaux possède des armoiries dont l'origine et le blasonnement exact ne sont pas disponibles. |